# Give 'Em the Boot DVD
Give 'Em the Boot DVD is het vijfde album uit de Give 'Em the Boot-serie van het Amerikaanse punklabel Hellcat Records. Het album werd uitgegeven op 2 augustus op dvd. In tegenstelling tot de voorgaande albums uit de serie, is Give 'Em the Boot DVD een videoalbum en bevat het dus naast muziek ook videomateriaal.
Give 'Em the Boot DVD is naast Give 'Em the Boot (1999) het enige album uit de serie dat niet de kenmerkende laars ("boot") op de artwork toont.
Op het album staan live-opnames van concerten tussen 2000 en 2004. Deze zijn in verschillende landen opgenomen.

## Nummers
1. "Intro" (Tim Armstrong, Joe Strummer) - 0:38
2. "Ruby Soho" (Rancid) - 3:00
3. "Never Die" (Tiger Army) - 2:57
4. "Light At the End" (F-Minus) - 2:54
5. "Rudie Can't Fail" (The Mescaleros) - 3:20
6. "Roots Radicals" (Tim Armstrong, Lars Frederiksen) - 3:22
7. "Maxwell Murder" (Rancid) - 2:20
8. "Gargoyles Over Copenhagen" (Nekromantix) - 3:57
9. "U.S. Bombs" (U.S. Bombs) - 3:50
10. "One Seventeen" (Transplants) - 2:03
11. "Guitar Joe" - 0:49
12. "As Wicked" (Rancid) - 3:18
13. "Old Friend" (Rancid) - 3:39
14. "No Fun" (Rancid, Iggy Pop) - 3:08
15. "And I Wonder" (The Slackers) - 3:55
16. "Julia" (HorrorPops) - 2:42
17. "Crucified" (Roger Miret and the Disasters) - 3:07
18. "Good Rats" (Dropkick Murphys) - 3:24
19. "Red Hot Moon" (Rancid, Skinhead Rob) - 3:46
20. "Rats in the Hallway" (Tim Armstrong) - 2:52
21. "Bloodclot" (Rancid) - 3:11
22. "Skunx" (Lars Frederiksen and the Bastards) - 5:22
23. "Evil" (The Nerve Agents) - 2:40
24. "Joe Strummer Tribute" - 1:04
25. "Knowledge" (Tim Armstrong, Davey Havok) - 0:45
26. "Radio" (Rancid, Davey Havok) - 4:46
27. "Minstrel Boy/End Credits" (The Mesacaleros) - 4:22